# مومياء بنية

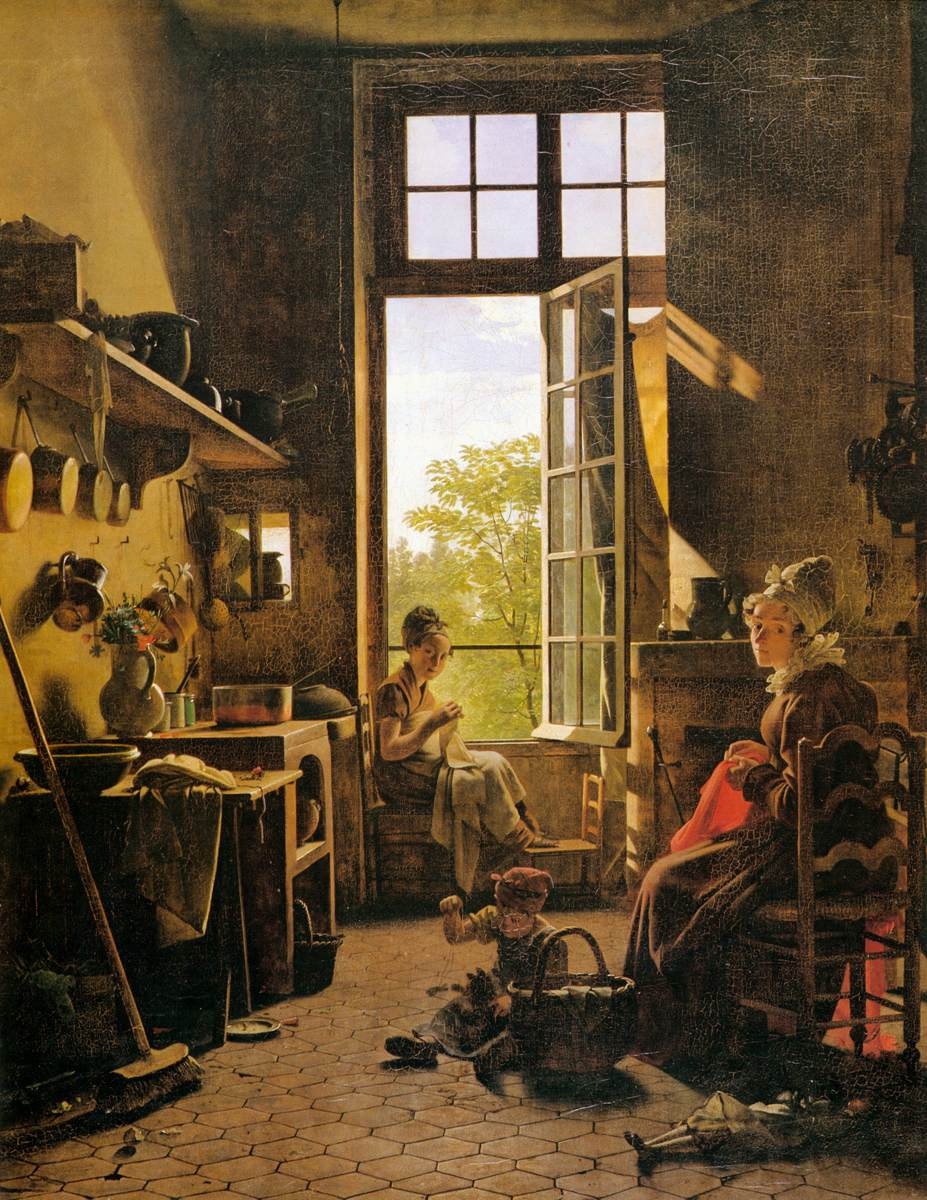
استخدم مارتن درولينج داخل المطبخ استخدامًا واسعًا للون

المومياء البنية، وتسمى أيضًا البني المصري، هي صبغة قارية بنية غنية، متوسطة اللون بين اللون المحترق والأومبر الخام، وكانت أحد الألوان المفضلة لدى قبل الرفائيليين. اشتهرت المومياء البنية عن طريق طحن المومياوات المحنطة بالراتنجات المصرية القديمة.

## التاريخ

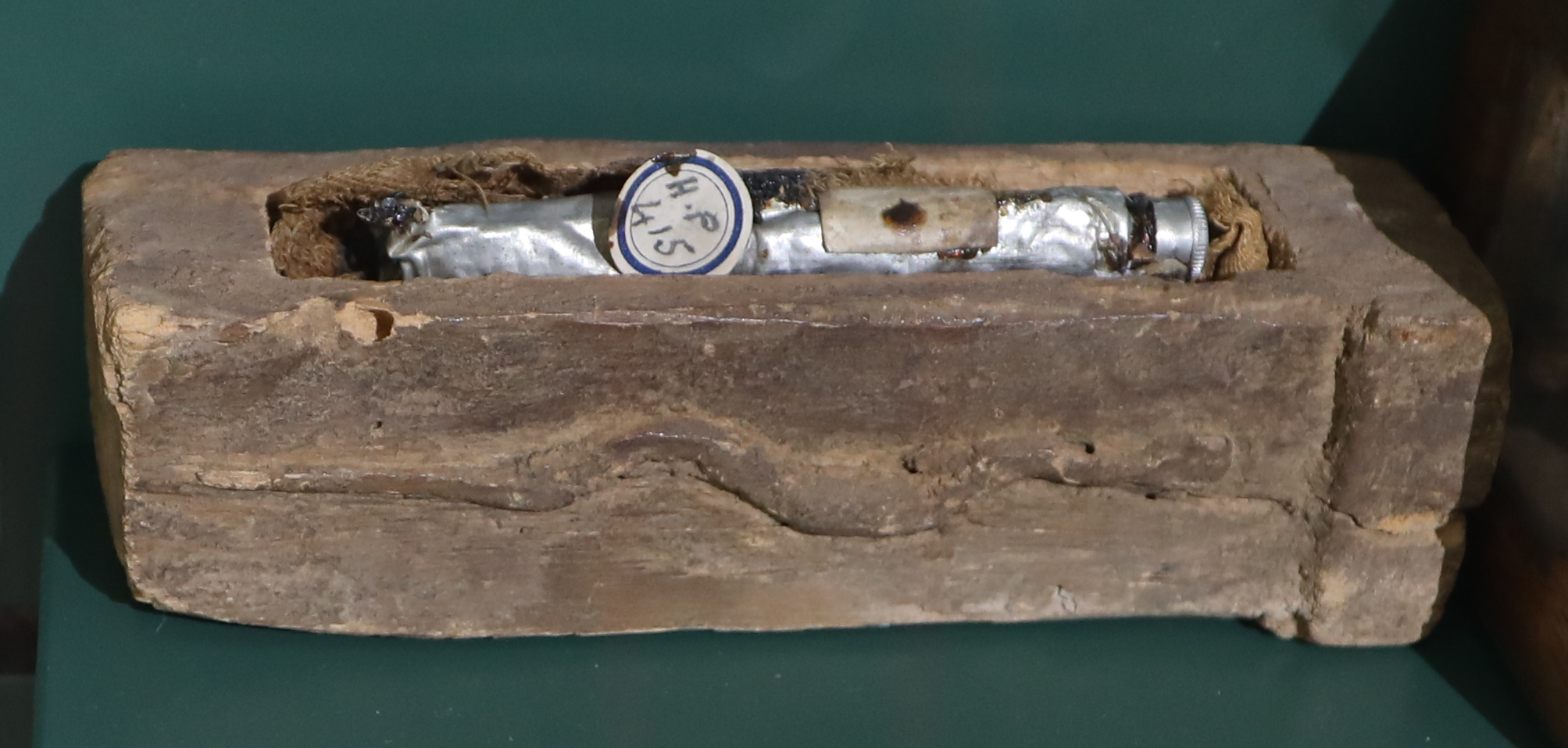
صورة لأنبوب مومياء بنية في تابوت من المحتمل أنه صنع في الأصل لثعبان. ضمن مجموعات مكتبة بولتون وخدمات المتاحف، بولتون، إنجلترا.

صنعت المومياء البنية في الأصل في القرنين السادس عشر والسابع عشر من القار الأبيض والمر وبقايا المومياوات المصرية القديمة (البشرية والقطرية)، ولكن أيضًا مومياوات غوانش في جزر الكناري. نظرًا لأنه يتمتع بشفافية جيدة، يمكن استخدامه للتزجيج والظلال ودرجات لون اللحم والتظليل. ومع ذلك، فبالإضافة إلى ميله إلى التشقق، فقد كان متغيرًا للغاية في تركيبته وجودته، وبما أنه يحتوي على الأمونيا وجزيئات من الدهون، فمن المحتمل أن يؤثر على الألوان الأخرى التي تم استخدامه بها.
تاريخيًا، تجاوز الطلب على مومياء المومياء البنية أحيانًا المعروض المتاح من المومياوات المصرية الحقيقية، مما أدى إلى استبدال جثث العبيد أو المجرمين المعاصرة. في عام 1564، عرض بائع مومياء في الإسكندرية أربعين عينة زعم أنه صنعها بنفسه.
بدأت المومياء البنية في التراجع من شعبيتها في أواخر القرن التاسع عشر عندما أصبح تكوينها معروفًا بشكل عام للفنانين. أفادت التقارير أن فنان ما قبل الرفائيلية إدوارد بورن جونز قد دفن بشكل احتفالي أنبوب مومياءه البني في حديقته عندما اكتشف أصولها الحقيقية. بحلول عام 1915، تباطأ الطلب على مومياء بنية اللون لدرجة أن أحد سكان لندن ادعى أنه يستطيع تلبية طلبات عملائه لمدة عشرين عامًا من مومياء مصرية واحدة. بحلول بداية القرن العشرين، توقف إنتاج مومياء المومياء البني إلى حد كبير في شكله التقليدي، بسبب الانخفاض المستمر في المعروض من المومياوات المتاحة بالإضافة إلى الانخفاض الكبير في الطلب.

## اليوم
تتكون الصبغة الحديثة التي تُباع على أنها «مومياء بنية» من مزيج من الكاولينيت والكوارتز والجيوثيتي والهيماتيت، مع تحديد اللون والهيماتيت (بشكل عام 60٪ من المحتوى) - وكلما زاد الهيماتيت زادت احمرار الصبغة - وأما المواد الأخرى فهي مواد خاملة يمكنها تغيير الشفافية أو قوة التلوين. يمكن أن يختلف لون المومياء البني من الأصفر إلى الأحمر إلى البنفسجي الداكن، وعادة ما يطلق على هذا الأخير اسم «المومياء البنفسجية».انحدار الديانة المصرية القديمة